# Terumote
Terumote (hebraico: תרומות, literalmente "Doações") é o sexto tratado do Seder Zeraim, a ("Ordem das Sementes") da Mishná e do Talmude.
Discute dois tipos de doações: uma, a terumá (singular de terumot) que é geralmente 1/50 da colheita dada ao Cohen e 10% do Maasser dado ao Levita que é dado ao Cohen, chamada Terumat Maasser. Estas leis não se aplicam no tempo em que não existe o Templo de Jerusalém. Porém, estes dízimos são ainda separados da produção agrícola em Israel e são deixados, apenas para lembrar o que era feito no passado, sem ser dados a um cohen. Estas leis são também mencionadas em detalhe nos tratados de Demai e Maasserot.